# Canon T

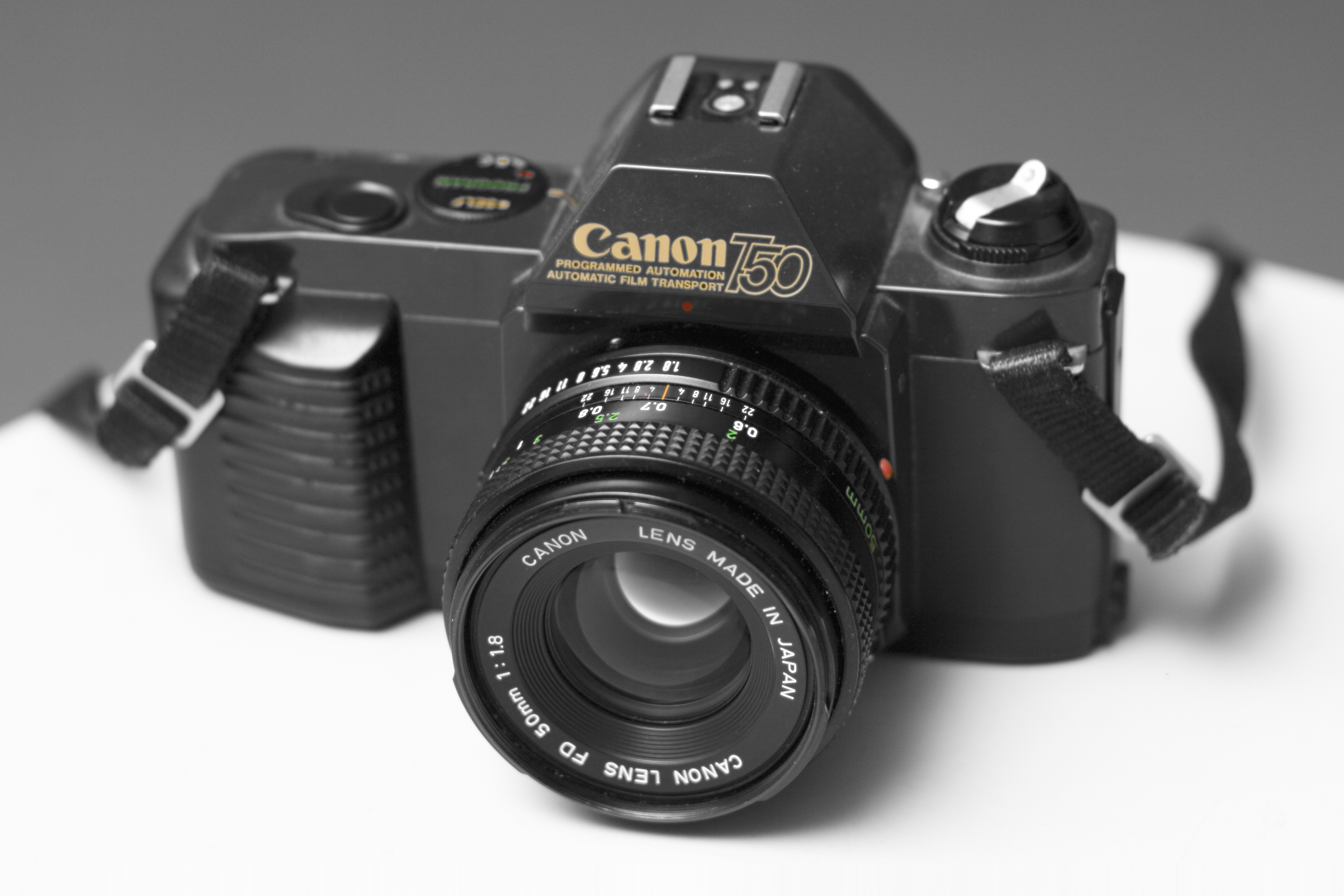
Canon T50 (1983 год)

Canon T — последняя серия 35-мм однообъективных зеркальных фотоаппаратов компании Canon с ручной фокусировкой. Первая камера серии «T», Canon T50, появилась в марте 1983 года. Последний фотоаппарат — Canon T60 — был выпущен в продажу в апреле 1990 года.
Камеры серии Canon T совместимы с объективами с байонетом Canon FD, имеющими ручную фокусировку.

## Описание серии
Серия Canon T была создана компанией чтобы сделать зеркальные фотоаппараты более популярными. Поскольку в начале 1980-х всё большее распространение получали 35-мм автоматические компактные камеры, Canon предприняла попытку разработать такую зеркальную камеру, которая была бы также проста в использовании, как и компактная камера, но обладала всеми преимуществами SLR-фотоаппарата.

## Фотоаппараты Canon T

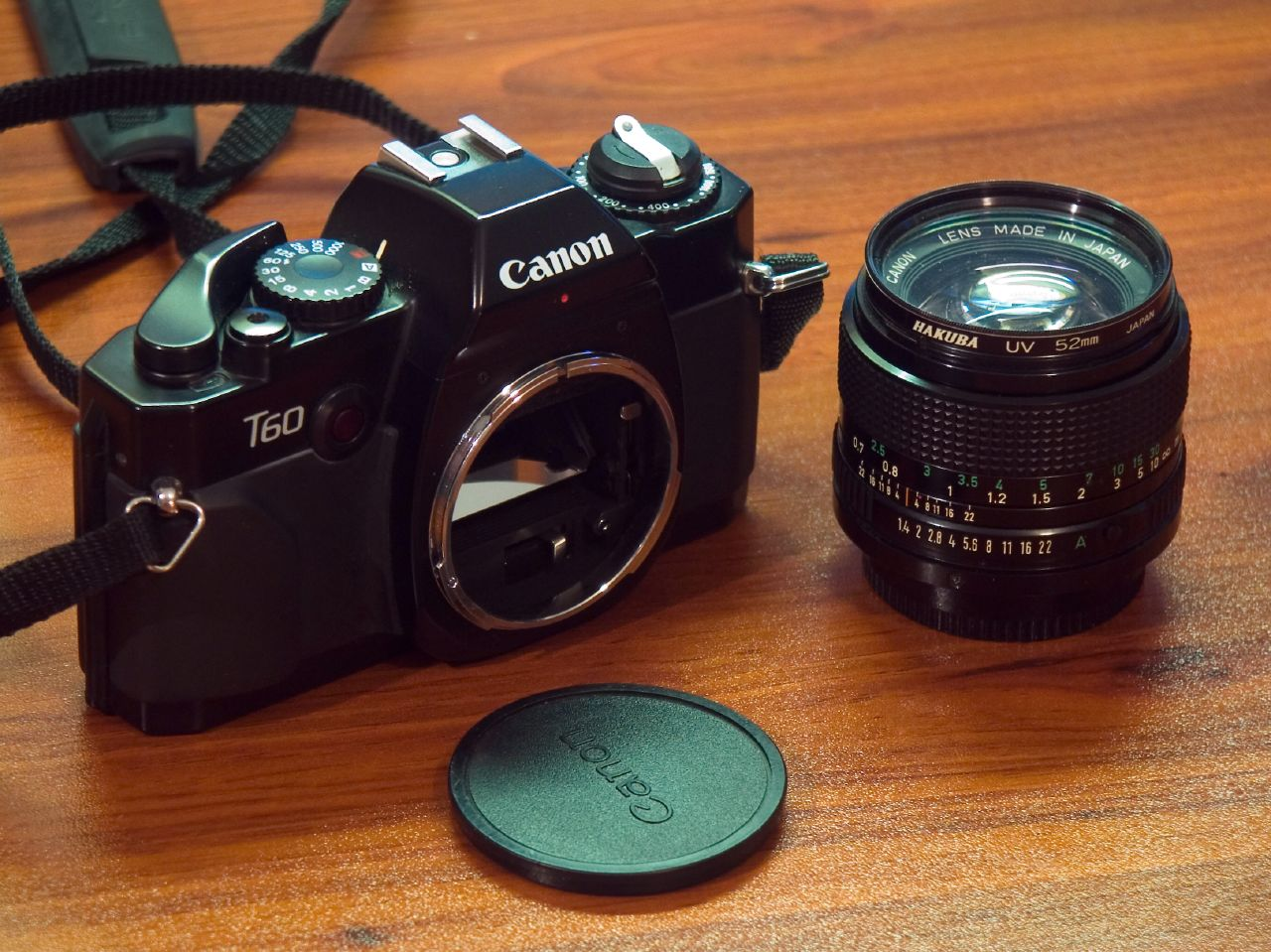
Canon T60 (1990 год)

В период с 1983-го по 1990 компанией Canon было выпущено пять фотоаппаратов серии «T»:
- T50 (1983)
- T70 (1984)
- T80 (1985)
- T90 (1986)
- T60 (1990)

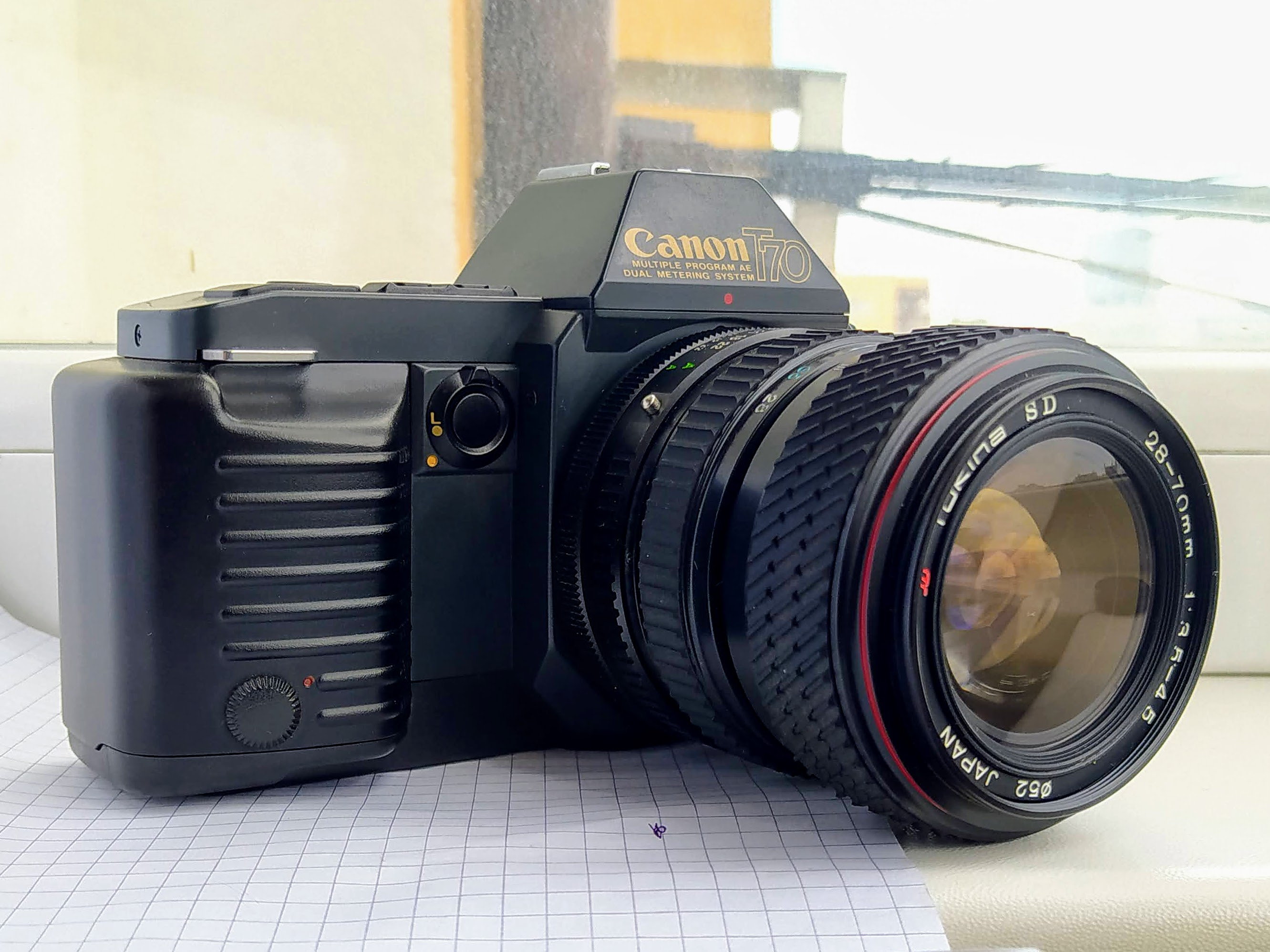
Canon T70 (1984)

При этом Canon T60, завершивший серию, несколько выделялся среди остальных «T»-камер. Поскольку к тому времени байонет Canon FD уже прекращал своё существование (T60 стала последней камерой с этим байонетом), эта модель имела один автоматический режим: автоэкспозицию с приоритетом диафрагмы. Кроме того, T60 выпускался компанией Cosina, а не самой Canon.